# 廣東光面介
廣東光面介（学名：Xestoleberis guangdongensis）为光面介科光面介屬下的一个种。其种加词“guangdongensis”意为“广东的”。